# Sân bay quốc tế Thành phố Salt Lake
Sân bay quốc tế Thành phố Salt Lake (tiếng Anh: Salt Lake City International Airport (IATA: SLC, ICAO: KSLC) là một sân bay lớn ở Utah. Sân bay này nằm ở phía tây Thành phố Salt Lake, cách trung tâm thành phố này khoảng 4 dặm (6,4 km). Hiện đây là sân bay duy nhất có các chuyến bay thương mại ở Wasatch Front và các quận xung quanh, và là sân bay thương mại gần nhất đối với 2,5 triệu cư dân sống ở trong khu vực này.
Sân bay này là trung tâm hoạt động lớn thứ hai của hãng Delta Air Lines và Delta Connection, SkyWest và ExpressJet với hơn 350 chuyến bay xuất phát mỗi ngày, chiếm 71,36% thị phần cuối năm 2007. Theo sau Delta và Delta Connection, năm hãng hàng đầu phục vụ nhiều khách nhất ở sân bay này là Southwest Airlines (13,48 % thị phần), United Airlines và United Express (3,92% thị phần), American Airlines (2,77 % thị phần), và Frontier Airlines (2,14% thị phần). JetBlue Airways hiện vượt qua Frontier về số lượng hành khách phục vụ do hãng này đang gia tăng mở rộng hoạt động của mình tại Thành phố Salt Lake.
Năm 2007, sân bay này đã phục vụ tổng cộng 22.029.488 lượt hành khách, tăng 2,19% so với năm 2006. Sân bay này hiện xếp thứ 22 ở Mỹ về tổng số lượt hành khách phục vụ trong một năm. Có 422.010 lượt chuyến (cất và hạ cánh) năm 2007, khoảng 1156 chuyến mỗi ngày. Hiện sân bay này là sân bay tấp nập thứ 15 tại Hoa Kỳ và thứ 19 thế giới về số lượt chuyến bay.
Đến thời điểm tháng 3 năm 2008, có hơn 450 chuyến xuất phát mỗi ngày đến 109 điểm đến khắp Hoa Kỳ, Canada, và México. Hai điểm đến mới đã được lên kế hoạch trong năm 2008, bao gồm tuyến xuyên Đại Tây Dương đầu tiên khi hãng Delta bắt đầu phục vụ tuyến bay thẳng đến Sân bay quốc tế Charles de Gaulle ở Paris, Pháp vào tháng 6. Sân bay này hiện được kết nối với tất cả 45 điểm đến hàng đầu ở Mỹ theo khảo sát của Bộ Giao thông (Hoa Kỳ).
Sân bay quốc tế Thành phố Salt Lake xếp thứ nhất trong các sân bay Hoa Kỳ về thời gian đi đến đúng giờ năm 2006- tháng 7 năm 2007 và cũng là sân bay có ít chuyến bị hủy nhất trong các sân bay Mỹ.